# Kyushu J7W1
Le Kyūshū J7W1 Shinden(震電) est un chasseur expérimental japonais portant un plan canard construit à deux exemplaires par Kyushu Hikoki en 1944 et 1945.
L'avion avait une forme futuriste pour l'époque : le moteur et les ailes étaient à l'arrière. Il possédait 4 canons de 30 mm dans le nez.

## Développement
Dans le système de désignation de l'IJN, le "J" faisait référence aux chasseurs basés à terre et le "W" à Watanabe Tekkōjo, l'entreprise qui supervisait la conception initiale,.
L'idée d'une conception basée sur un plan canard provient du capitaine de corvette Masayoshi Tsuruno, membre du personnel technique de l'IJN au début de 1943. Tsuruno pensait que la conception pourrait facilement donner lieu a une version à turboréacteur, lorsque des moteurs adaptés seraient disponibles,. Ses idées furent développées par le Arsenal technique aéronaval de Yokosuka, qui conçut trois planeurs Yokosuka MXY6, équipés de canards,. Ces planeurs furent construits par Chigasaki Seizo K. K. et l'un d'eux fut ensuite équipé d'un moteur 4 cylindres refroidi par air Semi 11 (Ha-90) de 22 ch.

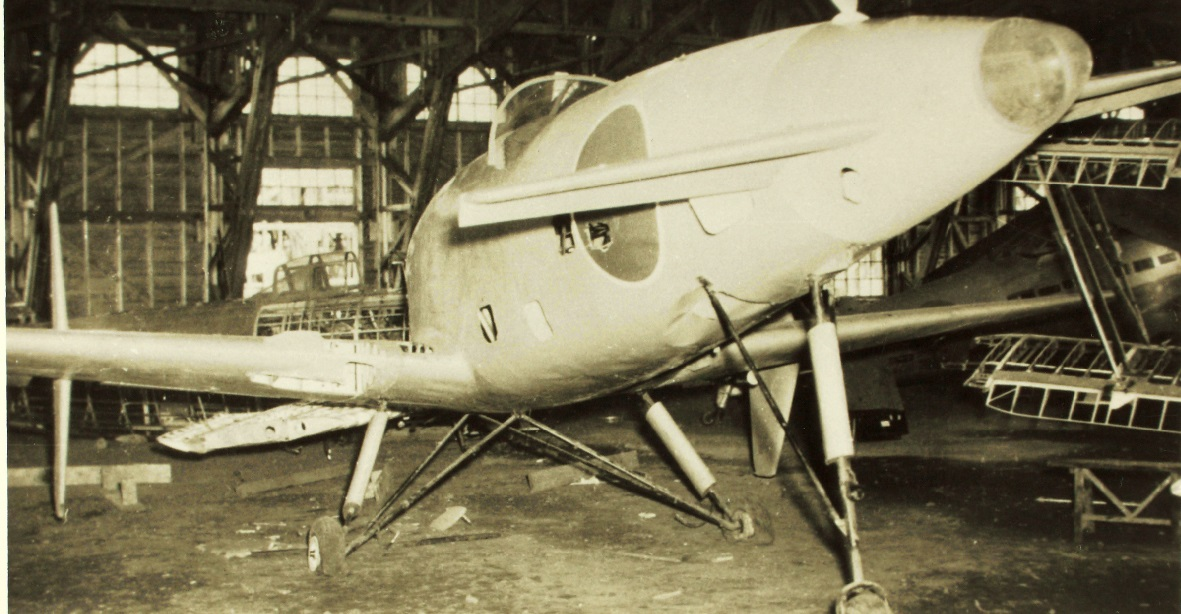
Yokosuka MXY6, planeur de recherche construit pour tester la configuration du Kyushu J7

La faisabilité de la conception à canard fut démontrée par les versions motorisées et non motorisées du MXY6 à la fin de 1943, et la Marine, impressionnée par les tests en vol, ordonna à la société Kyushu Aircraft de concevoir un intercepteur à canard basé sur le concept de Tsuruno. Kyushu fut choisie car son équipe de conception et ses installations de production étaient relativement peu sollicitées, et Tsuruno fut choisi pour diriger une équipe du Dai-Ichi Kaigun Koku Gijitsusho afin d'aider les travaux de conception de Kyushu.
La construction des deux premiers prototypes débuta en juin 1944, les calculs de résistance furent achevés en janvier 1945, et le premier prototype fut terminé en avril 1945. Le moteur en étoile Mitsubishi MK9D (Ha-43) de 2 130 ch et son compresseur furent installés derrière le cockpit et entraînaient une hélice à six pales via un arbre de transmission. Le refroidissement du moteur devait être assuré par de longues prises d'air étroites, montées obliquement sur les côtés du fuselage. C'est cette configuration qui causa des problèmes de refroidissement lors du fonctionnement du moteur lors des tests au sol ce qui, combiné l'indisponibilité de certaines pièces d'équipement, retarda le premier vol du Shinden.
Avant même que le premier prototype ne prenne l'air, la Marine ordonna la production du J7W1, avec un quota de 30 Shinden par mois attribué à l'usine Zasshonokuma de Kyushu et 120 à l'usine Handa de Nakajima. On estimait qu'environ 1 086 Shinden pourraient être produits entre avril 1946 et mars 1947.
Le 3 août 1945, le prototype effectua son premier vol, avec Tsuruno aux commandes, depuis l'Aérodrome de Mushiroda,,. Deux autres vols courts furent effectués le 6 et 9 août 1945, jours des bombardements atomiques d'Hiroshima et de Nagasaki, avant la fin de la guerre, pour un total de 45 minutes en vol. Les vols furent réussis, mais révélèrent un fort braquage à droite (en raison du moteur puissant, ce qui contraint le pilote d'essai à garder son train d'atterrissage sorti), un léger battement des pales de l'hélice et des vibrations dans l'arbre de transmission allongé.

## Après guerre

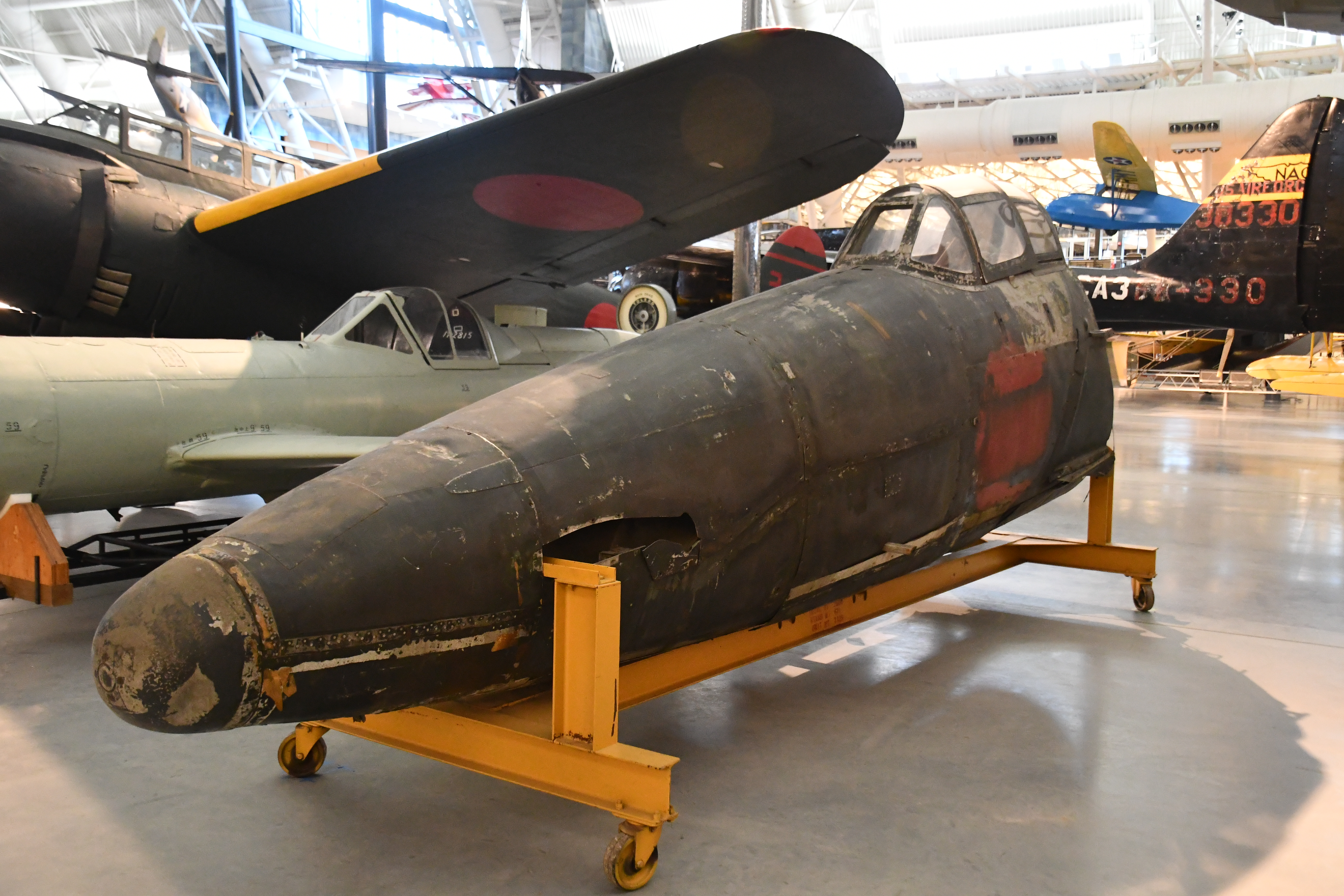
Fuselage du Kyushu J7W1 Shinden au National Air and Space Museum de Washington

Les deux prototypes furent les seuls exemplaires du Shinden jamais achevés. Après la fin de la guerre, l'un fut mis à la casse ; l'autre fut récupéré par une unité d'intelligence aérienne technique de la marine américaine (Technical Air Intelligence Unit) fin 1945, démantelé et expédié aux États-Unis.
Le seul J7W1 survivant fut réassemblé, mais n'a jamais volé aux États-Unis ; l'USN l'a transféré à la Smithsonian Institution en 1960. L'avant du fuselage est actuellement exposé au centre annexe Steven F. Udvar-Hazy Center (à l'aéroport de Dulles) du National Air and Space Museum de Washington. Selon le NASM, des "pièces diverses" sont stockées dans le bâtiment 7C de l'ancienne installation de stockage/annexe, le Garber Facility, à Suitland, dans le Maryland.

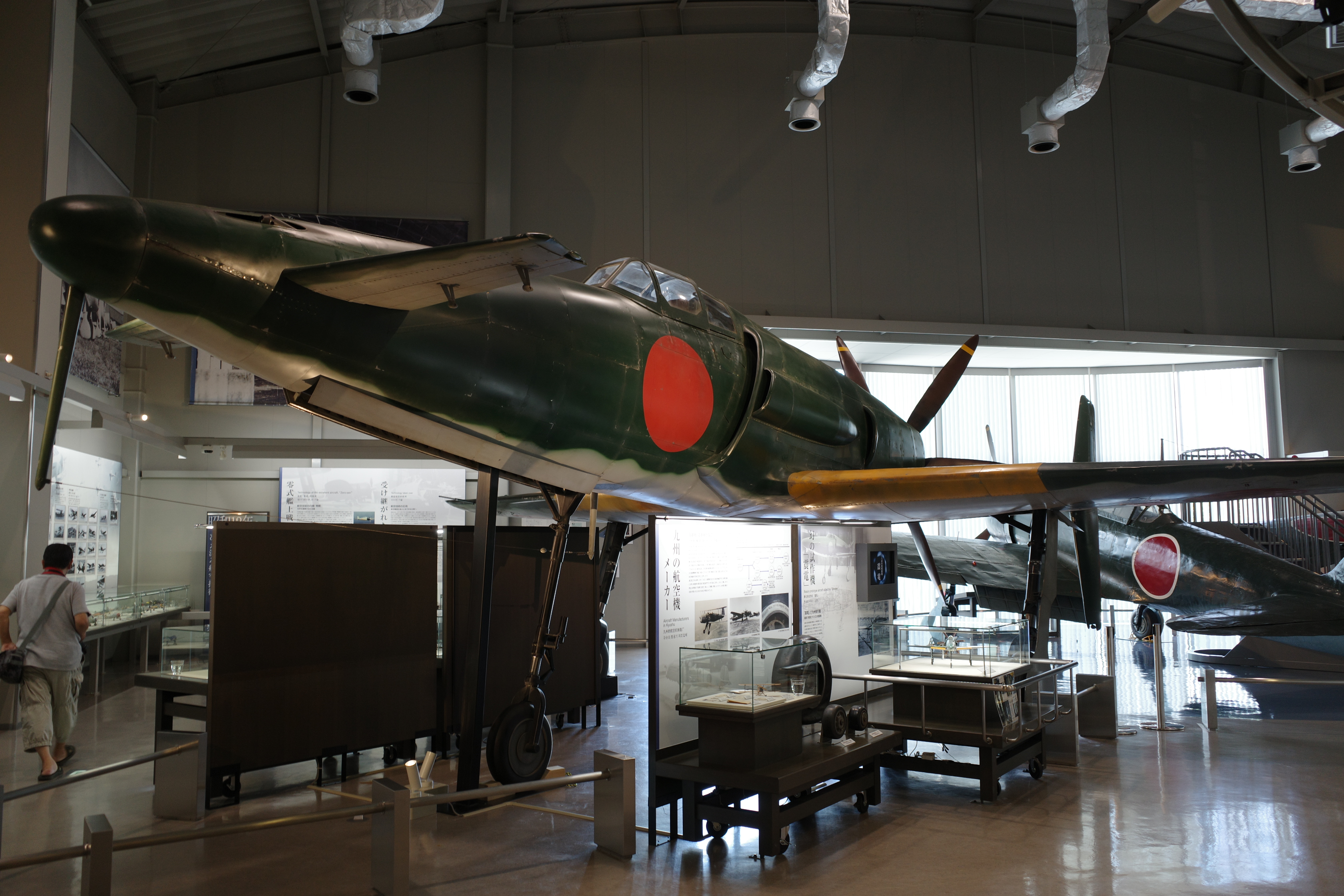
Réplique grandeur nature du Shinden construite pour le tournage de Godzilla Minus One, exposée au Musée mémorial de la paix de Tachiarai

Une réplique du J7W1, construite par une société de production alors inconnue, fut dévoilée au Musée mémorial de la paix de Tachiarai en juillet 2022. La société fut plus tard identifiée comme étant Toho Studios, la réplique ayant été fabriquée pour la production du film Godzilla Minus One,,.

## Dans la culture
Le Shinden a été présenté dans la bande dessinée Kamikaze : 1946 de Ted Nomura, parue entre 2000 et 2001. 
Une version modifiée de l’avion, désignée Sanka Mk.B, a été largement présentée dans le film The Sky Crawlers.
Le J7W1 apparaît dans Godzilla Minus One, où il sert à combattre le kaiju : remis en état, le prototype est équipé d'un siège éjectable et armé de mitrailleuses ainsi que de deux bombes intégrées au fuselage.
Le Shinden est présent dans le jeu-vidéo War Thunder en tant qu'avion de rang IV.
Le J7W1 apparaît aussi dans World of Warplanes aux côté des versions à réaction J7W2 et J7W3, appartenant respectivement aux rangs VIII, IX et X.